# Асторга
Вижте пояснителната страница за други значения на Асторга.
Асто́рга (на испански: Astorga) е град и муниципалитет в Испания, на левия бряг на река Туерта. Намира се в провинция Леон и е център на областта Марагатерия, която в древността е населена от племето марагато, етнически отличаващо се от испанците и да което се предполага, че има германски корени.

## Данни
Муниципалитетът влиза в състава на района (комарка) Марагатерия. Заема площ от 46,78 км². Населението е 12 015 души (по преброяване от 2010 г.). Разстояние до административния център на провинцията – 45 км.

## Забележителности
- Древноримските стени от 3-4 век – паметник от национално значение.
- Катедларата в града (1471–1772 г., късна готика).
- Ратуша в стил бароко (1683–1748).
- Епископският дворец (1889–1913 г., арх. Антонио Гауди).

## Галерия
- Римските стени
- Римски мозаечен под
- Ратуша